# Samui United FC
Der Samui United Football Club (thailändisch สโมสรฟุตบอล สมุย ยูไนเต็ด) ist ein thailändischer Fußballverein aus Ko Samui, eine im Golf von Thailand gelegene Insel in der Provinz Surat Thani. Ab der Spielzeit 2025/26 spielt der Verein in der Southern Region der dritten Liga, der Thai League 3.
Der Verein ist auch unter dem Namen The island boys bekannt.

## Geschichte
Der Verein wurde 2024 gegründet. Im gleichen Jahr nahm er erstmals an der Thailand Semi-Pro League teil. Hier trat man in der Western Region an. Am Ende der Spielzeit belegte man den sechsten Tabellenplatz. 2025 trat man zusammen mit Chumphon United in der Southern Region der Liga an. Nach zwei Siegen und zwei Unentschieden belegte man den ersten Platz und stieg somit in die dritte Liga auf. Hier tritt man ab der Saison 2025/26 in der Southern Region an.

## Erfolge
- Thailand Semi-Pro League (South): 2025  ▲

## Stadion
Der Verein trägt seine Heimspiele im Ko Samui City Municipality International Stadium auf Ko Samui aus. Das Stadion hat ein Fassungsvermögen von 2000 Personen.

## Saisonplatzierung
| Saison  | Liga                             | Liga  | Liga   | Liga | Liga | Liga | Liga  | Liga   | Liga     | Pokal  | Pokal      |
| Saison  | Liga                             | Level | Spiele | S    | U    | N    | Tore  | Punkte | Position | FA Cup | League Cup |
| ------- | -------------------------------- | ----- | ------ | ---- | ---- | ---- | ----- | ------ | -------- | ------ | ---------- |
| 2024    | Thailand Semi-Pro League – West  | 4     | 6      | 2    | 1    | 3    | 11:11 | 7      | 6.       | –      | –          |
| 2025    | Thailand Semi-Pro League – South | 4     | 4      | 2    | 2    | 0    | 6:2   | 8      | 1. ▲     | –      | –          |
| 2025/26 | Thai League 3 – South            | 3     |        |      |      |      |       |        |          |        |            |

## Aktueller Kader
Stand: April 2025
| Nr. |          | Position | Name                   |
| --- | -------- | -------- | ---------------------- |
| 1   | Thailand | TW       | Suphatchai Hiranburana |
| 2   | Thailand | AB       | Phakphum Makenzie      |
| 3   | Thailand | AB       | Eekarat Chareongul     |
| 4   | Thailand | AB       | Tawatchai Kongin       |
| 6   | Thailand | MF       | Korarit Somnak         |
| 8   | Thailand | MF       | Teeranan Savaree       |
| 9   | Thailand | ST       | Amarin Chaisuesat      |
| 10  | Thailand | MF       | Amornsin Phoonakhaw    |
| 11  | Thailand | ST       | Chadchapon Jet Jamplis |
| 13  | Thailand | AB       | Jakkarin Chookkorn     |
| 15  | Thailand | ST       | Tanasat Srisang        |
| 16  | Thailand | AB       | Mika Chunuonsee        |
| 17  | Thailand | AB       | Phongthip Sribenjakul  |
| 18  | Thailand | ST       | Songkitti Thongkam     |
| 19  | Thailand | AB       | Chavarit Chimplee      |

| Nr. |          | Position | Name                       |
| --- | -------- | -------- | -------------------------- |
| 20  | Thailand | MF       | Aekkachai Buhga            |
| 21  | Thailand | AB       | Mahadee Chemah             |
| 25  | Thailand | MF       | Sorawit Saifa              |
| 27  | Thailand | MF       | Anan Taitam                |
| 28  | Thailand | AB       | Alongkorn Kilapsithongkham |
| 30  | Thailand | AB       | Thanthawach O-aim          |
| 31  | Thailand | MF       | Pongsakorn Chantharasakha  |
| 33  | Thailand | AB       | Kittihhat Lanhat           |
| 39  | Thailand | TW       | Worawit Promchuay          |
| 49  | Thailand | AB       | Apichanat Raphatthon       |
| 55  | Thailand | MF       | Natthakon Chamnian         |
| 69  | Thailand | MF       | Hasanbukhori Waesalaeh     |
| 77  | Thailand | ST       | Thawat Suksomboon          |
| 81  | Thailand | TW       | Phongsak Poonsawat         |
| 88  | Thailand | AB       | Attapon Chommaleethanawat  |